# The Power to Believe Tour Box
Albums de King Crimson
EleKtrik: Live in Japan
(2003)
The Power to Believe Tour Box est un album live de King Crimson sorti en 2003.

## Titres
1. Sushi On Sunset - Press Conference (I) – 2:46
2. Sushi On Sunset - Press Conference (II) – 4:12
3. Sushi On Sunset - Press Conference (III) – 3:27
4. Sushi On Sunset - Press Conference (IV) – 1:52
5. Sushi On Sunset - Press Conference (V) – 1:07
6. Sushi On Sunset - Press Conference (VI) – 1:35
7. Sushi On Sunset - Press Conference (VII) – 1:14
8. Happy With What You Have To Be Happy With (Demo) – 3:13
9. Sushi On Sunset - Press Conference (Reprise) – 0:53
10. Message 22 – 5:22
11. Emerald Banter – 0:58
12. Superslow – 4:33
13. UMJ Offices Japan - Television Interview (I) – 1:56
14. UMJ Offices Japan - Television Interview (II) – 4:58
15. UMJ Offices Japan - Television Interview (III) – 1:28
16. UMJ Offices Japan - Television Interview (IV) – 1:01
17. UMJ Offices Japan - Television Interview (V) – 3:44
18. UMJ Offices Japan - Television Interview (VI) – 3:02
19. UMJ Offices Japan - Television Interview (VII) – 4:43
20. Sus-tayn-Z Suite (I) – 3:22
21. Sus-tayn-Z Suite (II) – 4:46
22. Sus-tayn Z Suite (III) – 4:44

## Musiciens
- Robert Fripp : guitare
- Adrian Belew : guitare, chant, percussions
- Trey Gunn : guitare Warr
- Pat Mastelotto : batterie